# Sanctuaire Sainte-Marie-Auxiliatrice de Montevideo
 (mars 2022).
Le sanctuaire Sainte-Marie-Auxiliatrice de Montevideo est une église située entre les barrios de Villa Colón (es) et Lezica (es) à Montevideo — la capitale de l’Uruguay —, à laquelle l’Église catholique donne les statuts d’église paroissiale[réf. souhaitée] et de sanctuaire national. Il est administré par les Salésiens du collège Pie-IX (es), et est de fait rattaché à l’archidiocèse de Montevideo. Le sanctuaire est aujourd’hui dédié à sainte Marie Auxiliatrice,.

## Historique
Le collège Pie-IX (es) ouvre ses portes le 2 février 1877.
L’église était initialement dédiée à sainte Rose de Lima,, avant de devenir en 1888[réf. souhaitée] un sanctuaire dédié à sainte Marie Auxiliatrice. L’archevêque Mariano Soler (es) décide d’en faire l’église de Villa Colón (es) en 1898 — l’année suivant la promotion du diocèse — et la bénit le 14 décembre 1901.
Elle est officiellement consacrée le 2 février 1978 — 100e anniversaire de l’inauguration du collège Pie-IX (es) — par l’évêque Andrés María Rubio (es) du diocèse de Mercedes, ancien évêque auxiliaire de Montevideo. Des restaurations ont lieu entre 1988 et 1990.